# Првослав Драгићевић
Првослав Драгићевић Први (Крагујевац, 4. март 1914—Београд, 27. децембар 1973) био је југословенски и српски фудбалер, фудбалски тренер и репрезентативац Југославије.

## Каријера
Каријеру је почео у омладинској екипи БСК Београда, а професионалну у Јединству Београд, где је у две сезоне одиграо 8 утакмица, од 1934. до 1936. године. Истакао се у БСК Београду, где је професионално играо у периоду од 1936. до 1941. године и са којима је у сезони 1938/39. освојио Првенство Југославије. Након Другог светског рата играо од 1946. до 1947. године играо је за Раднички Београд и од 1947. до 1949. године за Динамо Панчево у Другој лиги, где је завршио каријеру.
За градску селекцију Београда одиграо је 2 утакмице, за репрезентацију Југославије 6, у периоду од 1939. до 1940. године. Дебитовао је 18. маја 1939. године на утакмици између Југославије и репрезентације Енглеске у Београду. Од репрезентације се опростио 22. септембра 1940. године на мечу против селекције Румуније у Београду, у такмичењу за Дунавски куп.
Након што се пензионисао био је тренер неколико фудбалских клубова, укључујући Жељезничара Сарајево (1954—1955) и Олимпијакоса (1956—1960).

## Трофеји
Као играч
БСК Београд
- Првенство Југославије: 1938/39.

Као тренер
Олимпијакос
- Суперлига Грчке: 1956–57, 1957–58, 1958–59
- Куп Грчке: 1956–57, 1957–58, 1958–59, 1959–60